# Phosphazène
Les phosphazènes sont une classe de composés chimiques comportant au moins une double liaison entre un atome de phosphore pentavalent et un atome d'azote, d'où les synonymes d'iminophosphoranes ou d'imides de phosphine.
En synthèse organique, le terme phosphazène est souvent utilisé pour désigner une sous-classe de composés dans lesquels l'atome de phosphore est lié à trois autres atomes d'azote. Ces composés sont étonnamment stables et montrent une remarquable basicité, ce qui en fait un des plus remarquables exemples de superbase organique neutre.

## Usage comme base
Les bases phosphazène sont des bases peu nucléophiles plus fortes que les amines ou les amidines couramment utilisées comme la triéthylamine ou le DBU. La protonation n'a pas lieu sur l'atome de phosphore mais sur l'atome d'azote de la liaison iminophosphorane contrairement aux bases de Verkade dont la structure est assez proche.
Les phosphazènes sont devenus des réactifs appréciés en chimie organique. L'un des plus connus est le BEMP avec un pKa de l'acide conjugué de 27,6 dans l'acétonitrile et la base de Schwesinger t-Bu-P4 (pKBH+ = 42,7).

t-Bu-P4
BEMP

Les bases phosphazène peuvent également permettre la titration des acides dans les solvants non-aqueux, leurs avantages étant qu'elles restent très fortes dans de nombreux solvants, que leur acide conjugué est inerte et qu'il ne forme pas de liaison hydrogène.

## Usage comme réactif
Bien que peu nucléophile, le t-Bu-P4 a été utilisé dans une addition nucléophile sur le pivaldéhyde (ci-dessous). Le nucléophile actif semble être une espèce phosphazénium possédant une charge complète sur le carbone sp2 du fragment arène.